# Pierwszy dzień wolności (film)
Pierwszy dzień wolności – polski dramat wojenny z 1964 roku w reżyserii Aleksandra Forda, zrealizowany według dramatu Leona Kruczkowskiego pod tym samym tytułem. 
Film jest studium psychologicznym postaw moralnych w obliczu tragedii spowodowanych wojną. Jest to ostatni film Aleksandra Forda zrealizowany w Polsce przed jego emigracją w 1968 roku.
Plenery: Bystrzyca Kłodzka i Kłodzko.

## Treść
Ostatnie dni II wojny światowej. Grupa polskich oficerów wyzwolonych z oflagu zatrzymuje się w opustoszałym miasteczku. Przebywa tam jedynie lekarz niemiecki Rhode wraz z trzema córkami Ingą, Luzzi i Lorchen, który zdecydował się pozostać w rodzinnym domu. Wkrótce Inga zostaje zgwałcona przez grupę powracających do domu robotników przymusowych. Jan - jeden z oficerów staje w obronie Ingi, co doprowadza do konfliktu z kolegami niechętnymi Niemcom. Wkrótce miasteczko zostaje napadnięte przez oddział SS, którym dowodzi narzeczony Ingi.

## Obsada aktorska
- Beata Tyszkiewicz (Inga Rhode),
- Tadeusz Łomnicki (porucznik Jan),
- Tadeusz Fijewski (doktor Rhode, ojciec Ingi, Luzzi i Lorchen),
- Ryszard Barycz (Michał),
- Krzysztof Chamiec (Hieronim),
- Roman Kłosowski (Karol),
- Mieczysław Stoor (Paweł),
- Elżbieta Czyżewska (Luzzi Rhode, siostra Ingi),
- Mieczysław Kalenik (Otto),
- Zdzisław Leśniak (Anzelm),
- Mieczysław Milecki (oficer w oflagu),
- Kazimierz Rudzki (podpułkownik Ostrowski),
- Wsiewołod Sanajew (pułkownik Dawidow),
- Stefan Friedmann ("Tygrys"; w napisach nazwisko: Friedman),
- Cezary Julski (gwałciciel Ingi),
- Aldona Jaworska (Lorchen Rhode, siostra Ingi),
- Jerzy Kozakiewicz (gwałciciel Ingi),
- Zdzisław Lubelski (gwałciciel Ingi),
- Gustaw Lutkiewicz (gwałciciel Ingi)
- Jerzy Moes (kapitan w oflagu, później adiutant podpułkownika Ostrowskiego)
- Zdzisław Szymborski (adiutant komendanta oflagu)
- Tomasz Zaliwski (oficer w oflagu)

## Nagrody
- 1964 - Aleksander Ford - Syrenka Warszawska (nagroda Klubu Krytyki Filmowej SDP)-w kategorii filmu fabularnego
- 1964 - Aleksander Ford - Złota Kaczka (przyznawana przez pismo "Film") w kategorii: najlepszy film polski; przyznana w 1965